# Österreich rockt den Song Contest (2013)
Österreich rockt den Song Contest war der Titel der österreichischen Vorentscheidung zum Eurovision Song Contest 2013 in Malmö (Schweden). Die Show wurde am 15. Februar 2013 live in ORF eins ausgestrahlt. In einer gemeinsamen Abstimmung von Televoting und Jury wurde Natália Kelly mit dem Song Shine als österreichische Teilnehmerin des ESC ermittelt. Durch die Sendung führten Mirjam Weichselbraun und Andi Knoll.

## Ablauf
Fünf Anwärter wurden im Vorfeld vom ORF und dem Musikproduzenten Thomas Rabitsch ausgewählt. Diese traten in der Liveshow am 15. Februar 2013 gegeneinander an. Zunächst interpretierte jeder Teilnehmer einen Siegertitel aus der Geschichte des Eurovision Song Contest, danach den eigenen Titel. Die Wertung erfolgte zu gleichen Teilen durch eine international besetzte Fachjury und Televoting. In der Entscheidungsshow wurde Natália Kelly mit dem Titel Shine als Siegerin verkündet. Kelly hat Österreich im Halbfinale des Eurovision Song Contest am 14. Mai 2013 in Malmö vertreten, konnte das Finale jedoch nicht erreichen.

## Jury
Die Fachjury, die über die fünf Interpreten und ihre Beiträge abstimmte, bestand aus fünf Mitgliedern und war international besetzt:
- Marija Šerifović, Serbien, Sängerin, Gewinnerin des Eurovision Song Contest 2007
- Shay Byrne, Irland, Radiomoderator
- Gerd Gebhardt, Deutschland, Musikproduzent
- Luke Fisher, Vereinigtes Königreich, Chefredakteur bei escXtra.com
- Anton Zetterholm, Schweden, Musicaldarsteller

## Ergebnis
| Endrang | Startnummer | Name des Kandidaten | Coversong                                    | Beitrag (Autoren)                                                   | Fachjurypunkte | Publikumspunkte | Gesamtpunkte |
| ------- | ----------- | ------------------- | -------------------------------------------- | ------------------------------------------------------------------- | -------------- | --------------- | ------------ |
| 1       | 4           | Natália Kelly       | Ne partez pas sans moi von Céline Dion       | Shine (Andreas Grass, Nikola Paryla, Natalia Kelly, Alexander Kahr) | 32             | 38              | 70           |
| 2       | 2           | Yela                | Love Shine a Light von Katrina and the Waves | Feels Like Home (Daniela Bauer, Lukas Hillebrand, Alexander Pohn)   | 34             | 16              | 50           |
| 3       | 1           | Falco Luneau        | What's Another Year von Johnny Logan         | Rise Above the Night (Falco Luneau, Tony Cornelissen)               | 24             | 25              | 49           |
| 4       | 3           | Elija               | Euphoria von Loreen                          | Give Me a Sign (Elija)                                              | 6              | 10              | 16           |
| 5       | 5           | The Bandaloop       | Waterloo von ABBA                            | Back To Fantasy (Barca Baxant, Justin Case)                         | 4              | 11              | 15           |